# Акт про поправки до кримінального законодавства (1885)
Акт про поправки до кримінального законодавства, 1885 (англ. Criminal Law Amendment Act 1885) - останній закон, прийнятий у Сполученому королівстві Великобританії та Ірландії в 1885 і який вносить деякі зміни до кримінального законодавства країни. Законом вносилися зміни до «Акту про злочини проти особи» 1861 року. Закон скасований на території Англії та Уельсу у 1967 відповідно до Акту про статеві злочини 1967, на території Шотландії - у 1980, відповідно до Sexual Offences (Scotland) Act 1980.

## Основні положення закону
- Підняття віку згоди з 13 до 16 років.
- Криміналізація залучення дівчат до проституції шляхом запровадження наркотиків, залякування чи шахрайства.
- Введення кримінального переслідування для власників приміщень, які допускають на своїй території секс із неповнолітніми.
- Криміналізація викрадення дівчат віком до 18 років з метою вчинення з нею статевих зносин.
- Наділення судів владою вилучення дівчаток від їхніх опікунів, якщо вони потурають її спокусі.
- Спрощення судочинства щодо борделів.
- Посилення законів проти содомії та криміналізація будь-якої гомосексуальної активності між чоловіками («Поправка Лабушера»).